# Parc pyrénéen de l'art préhistorique
Le parc pyrénéen de l'art préhistorique est un parc-musée consacré à la préhistoire dans les Pyrénées, situé près du village de Banat sur la commune de Tarascon-sur-Ariège. Ouvert en 1994, il a pour objectif de faire découvrir au grand public le mode de vie et l'art à l'époque de la Préhistoire, à travers un espace muséographique et des ateliers d'animations situés en extérieurs. Il fait partie des Grands Sites de Midi-Pyrénées.

## Localisation
Le parc de la préhistoire est situé près de Banat, à 3 kilomètres de Tarascon-sur-Ariège et 1,5 kilomètre de la RN 20. Il est implanté à proximité de plusieurs lieux importants de la préhistoire dans les Pyrénées, comme la grotte de Niaux, de Bédeilhac ou de la Vache à Alliat. Le parc domine la rive droite de la Courbière.

## Historique
Le Parc de la Préhistoire a été créé en 1994 par le Conseil général de l'Ariège. Son président Robert Naudi eut l'idée de mettre à profit l'existence d'importantes grottes ornées dans le département (une douzaine) pour créer un pôle d'attraction centré sur l'art préhistorique. Une ouverture en avant-première eut lieu le 30 juillet 1994. Le parc fut ouvert à partir d'avril 1995 et reçut 54 000 visiteurs dès la première année. Faisant partie des Grands Sites de Midi-Pyrénées, il est aujourd'hui l'un des lieux touristiques les plus fréquentés d'Ariège.
En juin 2009, le parc s'est enrichi du Centre de ressource documentaire Jean Clottes, le préhistorien Jean Clottes ayant fait don de ses archives documentaires et photographiques ainsi que de sa bibliothèque scientifique au département de l’Ariège.
Le site est géré par le département à travers le Service d'exploitation des sites touristiques en Ariège (SESTA), un service du Conseil départemental de l'Ariège.

## Description du parc
La visite étant organisée autant en intérieur qu'en extérieurs, le parc est fermé en hiver.

### Le Grand atelier
Le bâtiment muséographique principal, appelé Le Grand atelier, s'étend sur une surface d'environ 3 000 m2.
Il contient en particulier les répliques grandeur nature des ensembles pariétaux majeurs que sont le « Salon noir » de la grotte de Niaux (le nombre des visites de celle-ci étant limité pour des raisons de conservation) et la grande frise de la grotte de Marsoulas (fermée au grand public, toujours pour raisons de conservation) ; la restitution visuelle des deux ensembles a été améliorée grâce aux moyens offerts par la photographie ultra-violette. Un autre fac-similé grandeur nature contenu dans le Grand atelier est celui d'une partie du réseau Clastres de la grotte de Niaux, inaccessible au public, dans laquelle des traces de pas d'enfants sont visibles.
L'exposition contient les reproductions des principales œuvres de l'art préhistorique dans les Pyrénées, tel que le propulseur découvert au Mas d'Azil dit  « du faon à l'oiseau ». Le Grand atelier abrite enfin des expositions temporaires sur le thème de l'art préhistorique (par exemple celle du travail du préhistorien et réalisateur Marc Azéma, « Préhistoire de la bande dessinée et du dessin animé », montée de mai à novembre 2011).

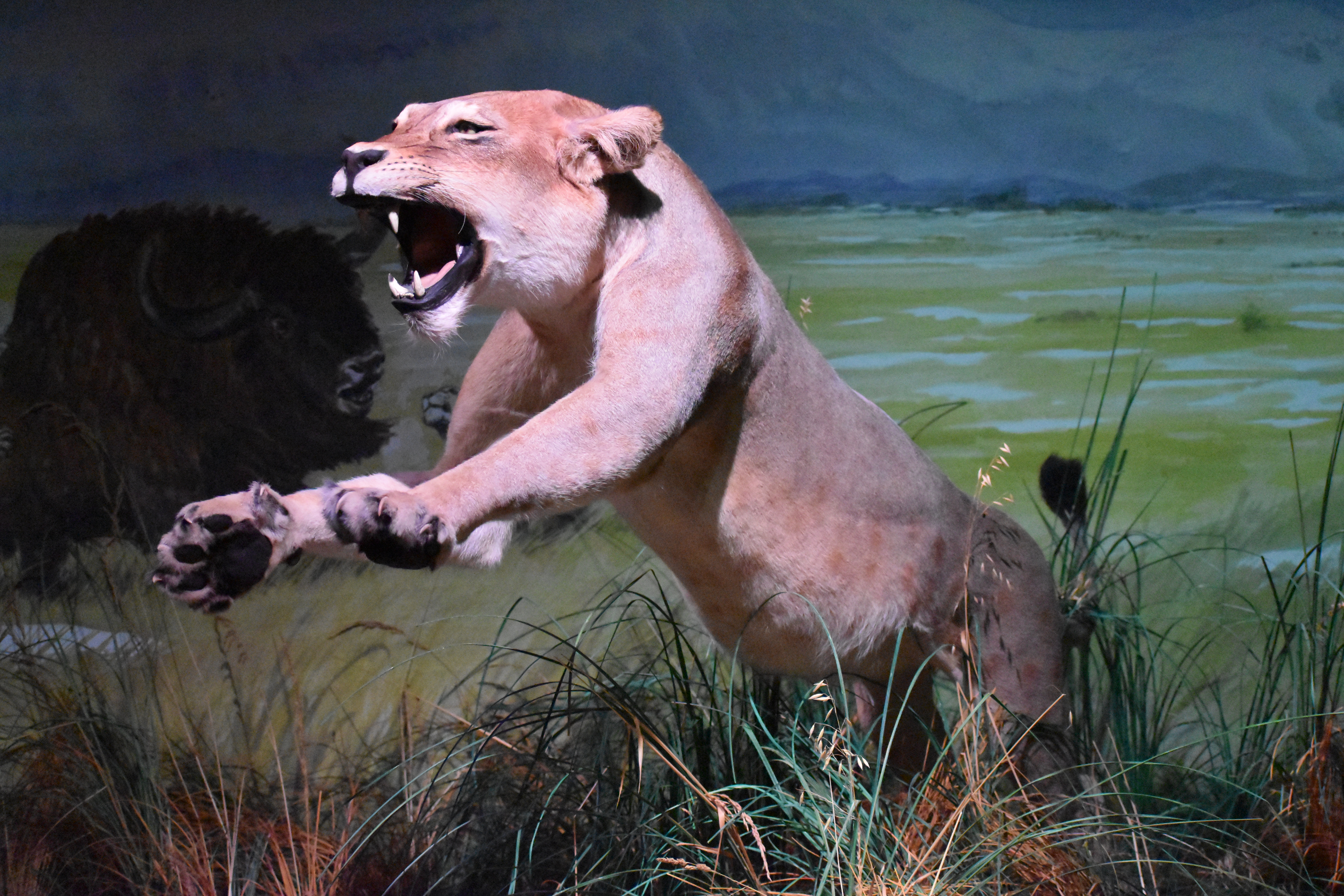
Lionne des cavernes
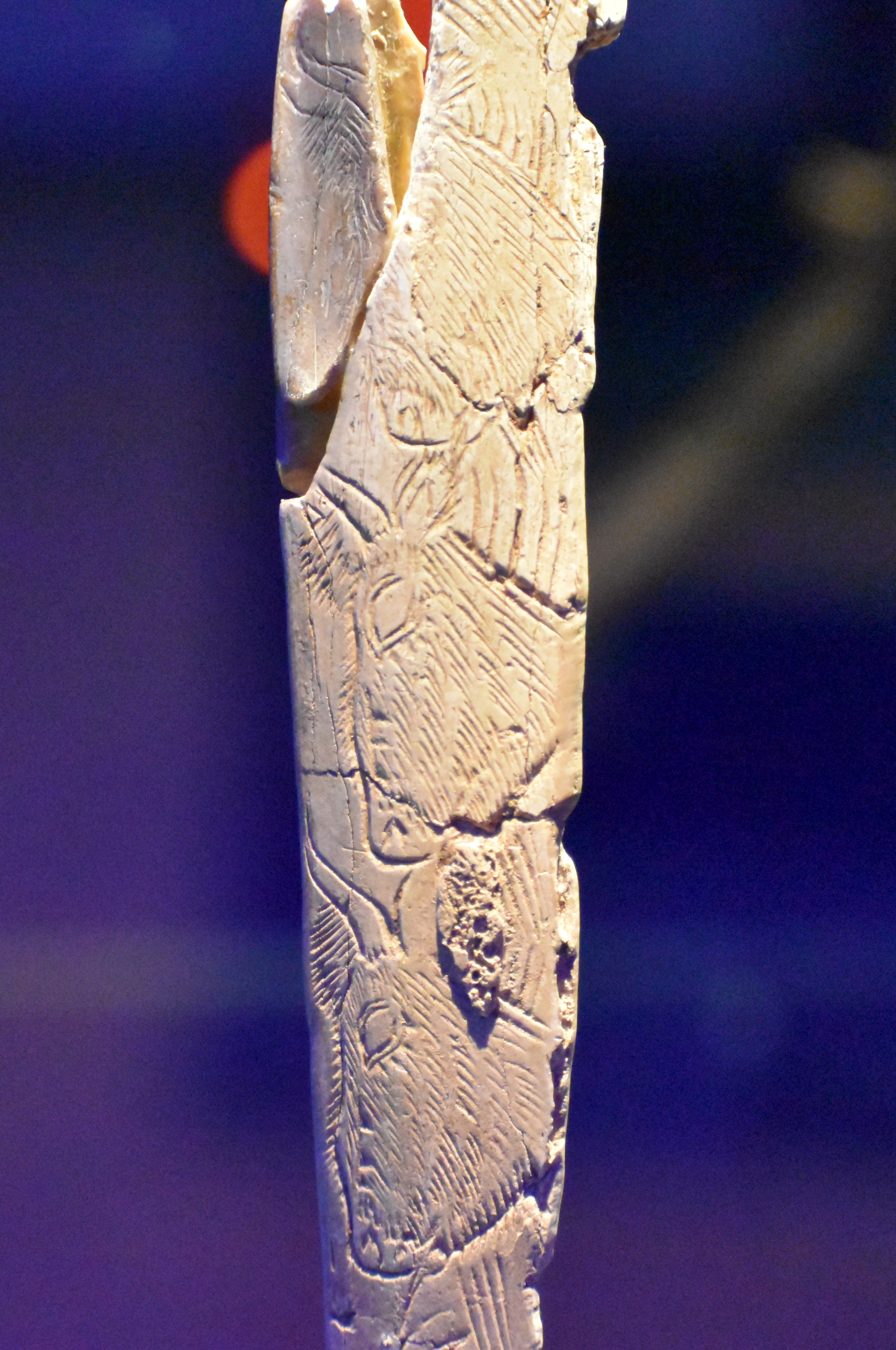
Côte gravée de têtes de bisons (Grotte de la Vache, copie)
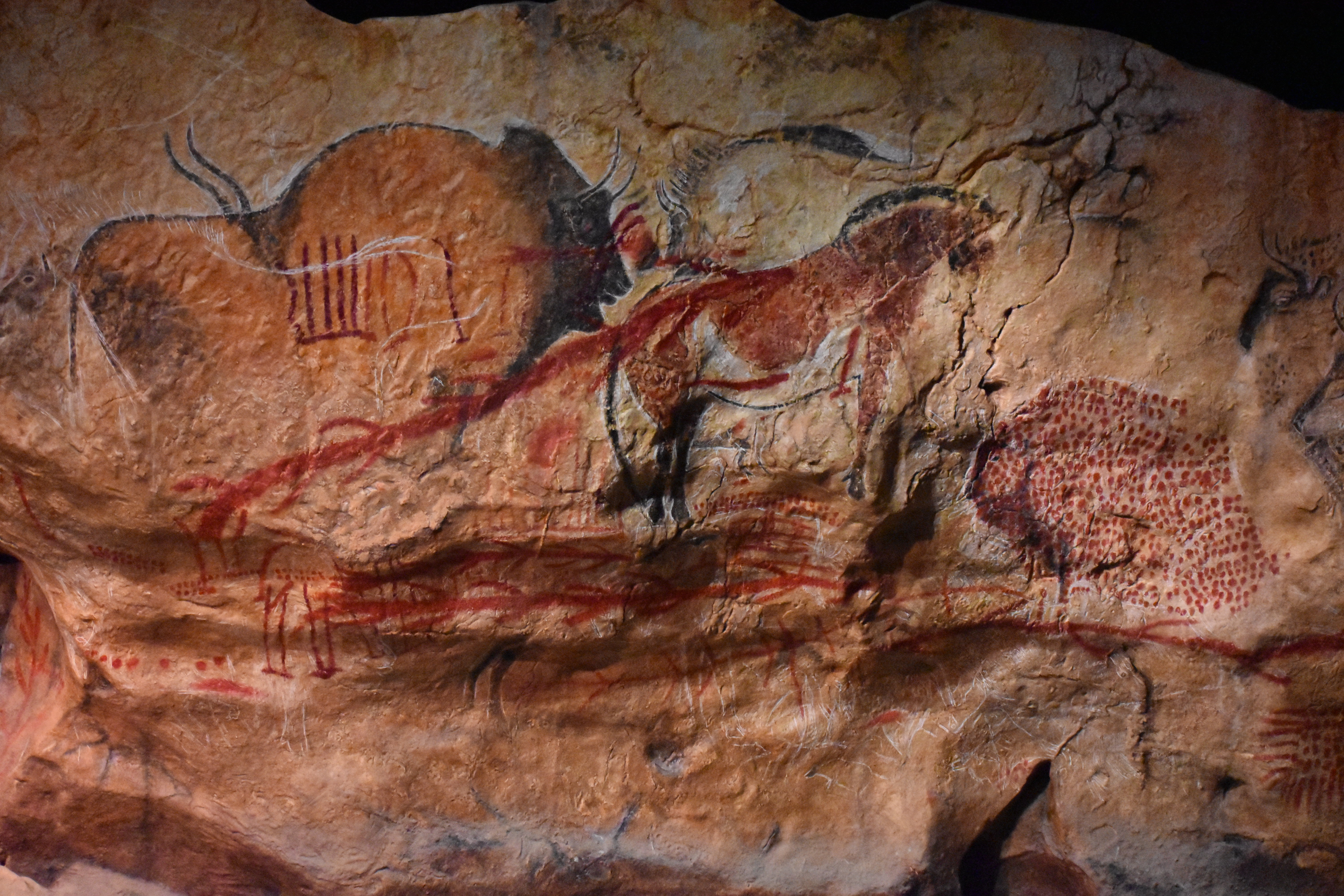
Peintures de la Grotte de Marsoulas (Fac-similé)
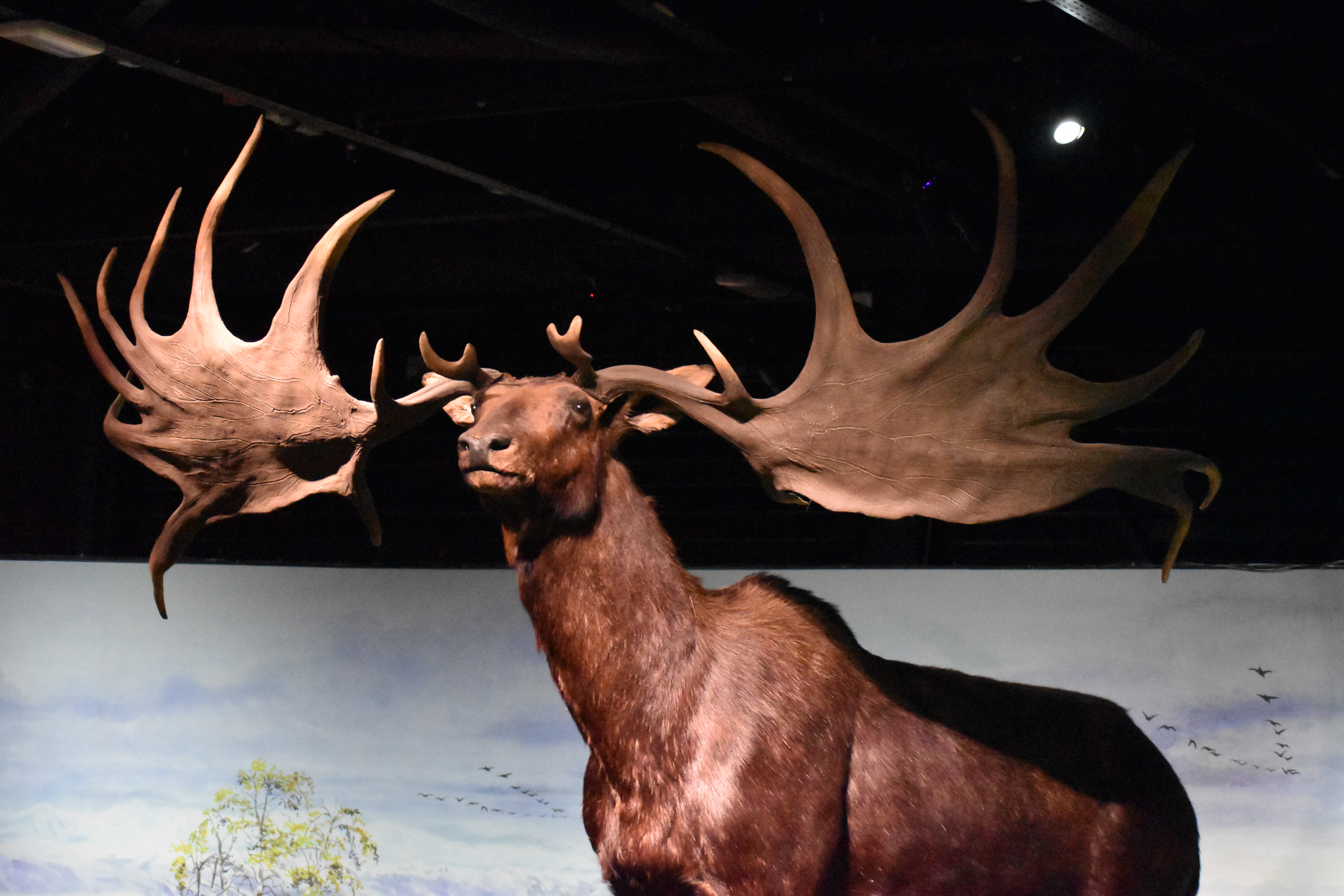
Megaloceros
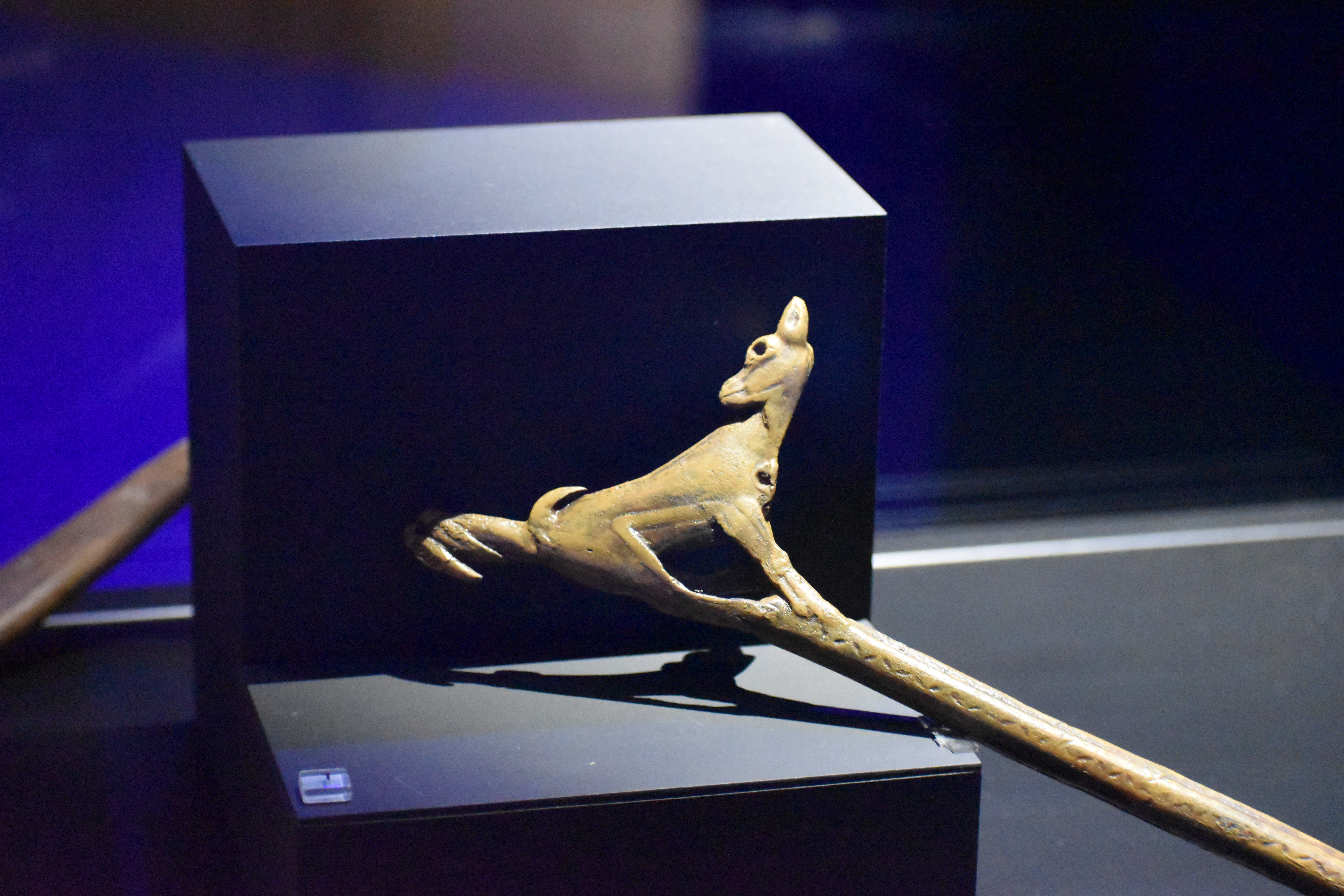
Propulseur Faon aux oiseaux

### Les extérieurs
Le parc de 13 hectares, en partie arboré, est agrémenté de lacs, jeux d'eaux et cascades. La zone appelée Les Gours reproduit le trajet d'un ruisseau, de bief en bief, à travers une gorge étroite et tortueuse. Un circuit de découverte conduit à plusieurs ateliers d'animations permettant de mieux connaître la vie des hommes au Magdalénien, la taille des outils en silex, l'allumage d'un feu ainsi que leurs diverses formes de campements, ainsi que de s'exercer au tir de sagaie à l'aide du propulseur ou à la peinture rupestre à l'aide des ocres naturelles.

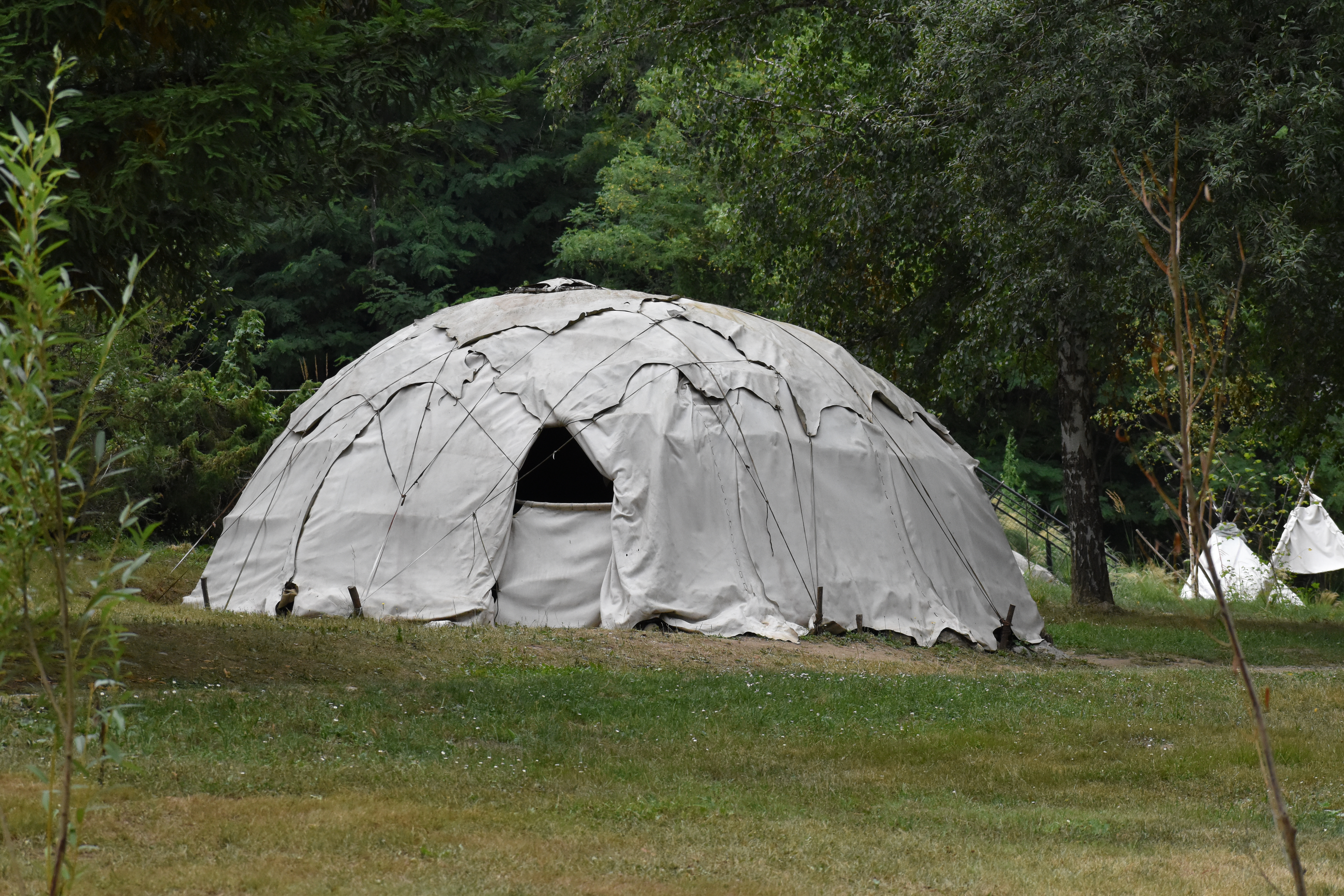
Reconstitution d'un campement au Magdalénien
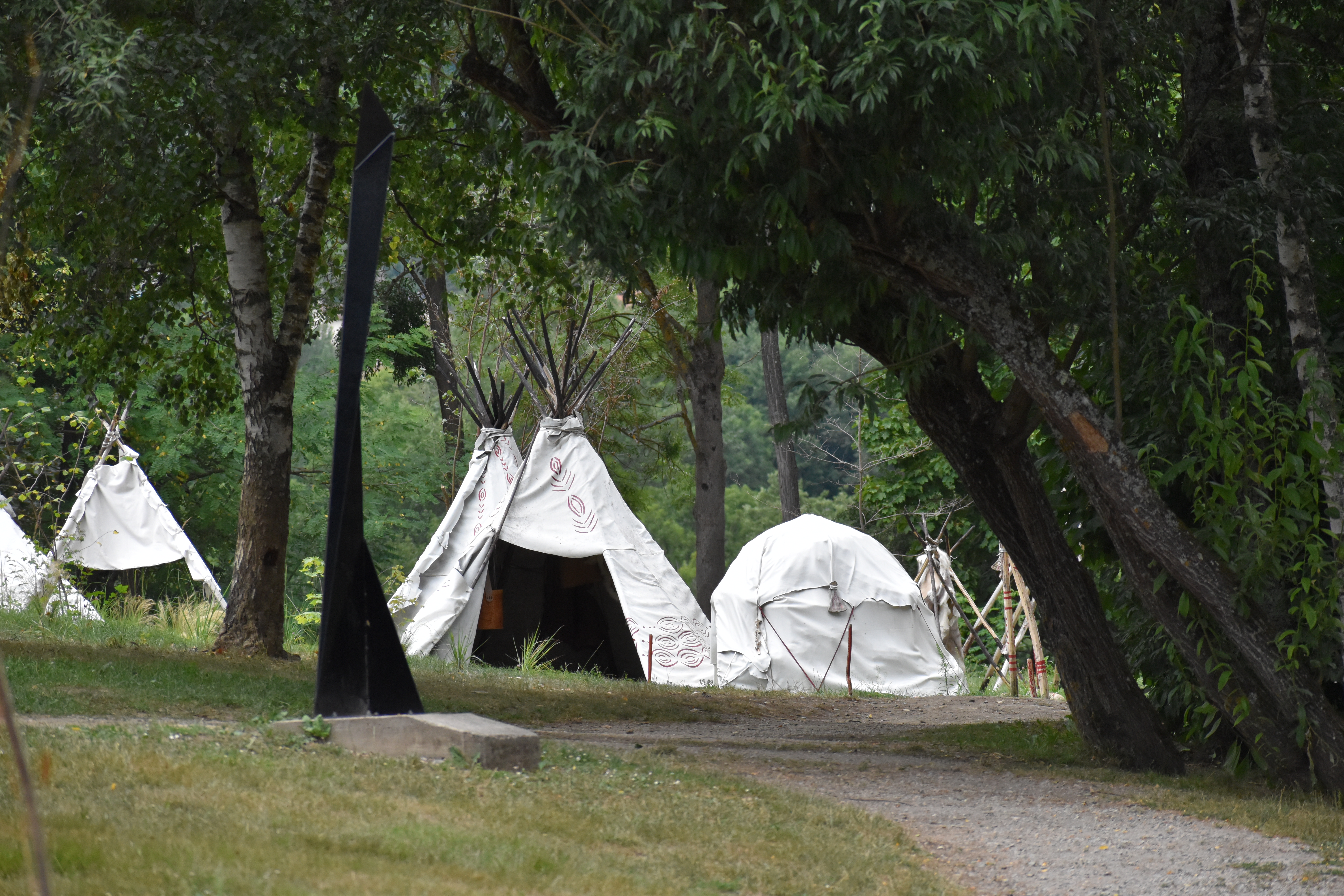
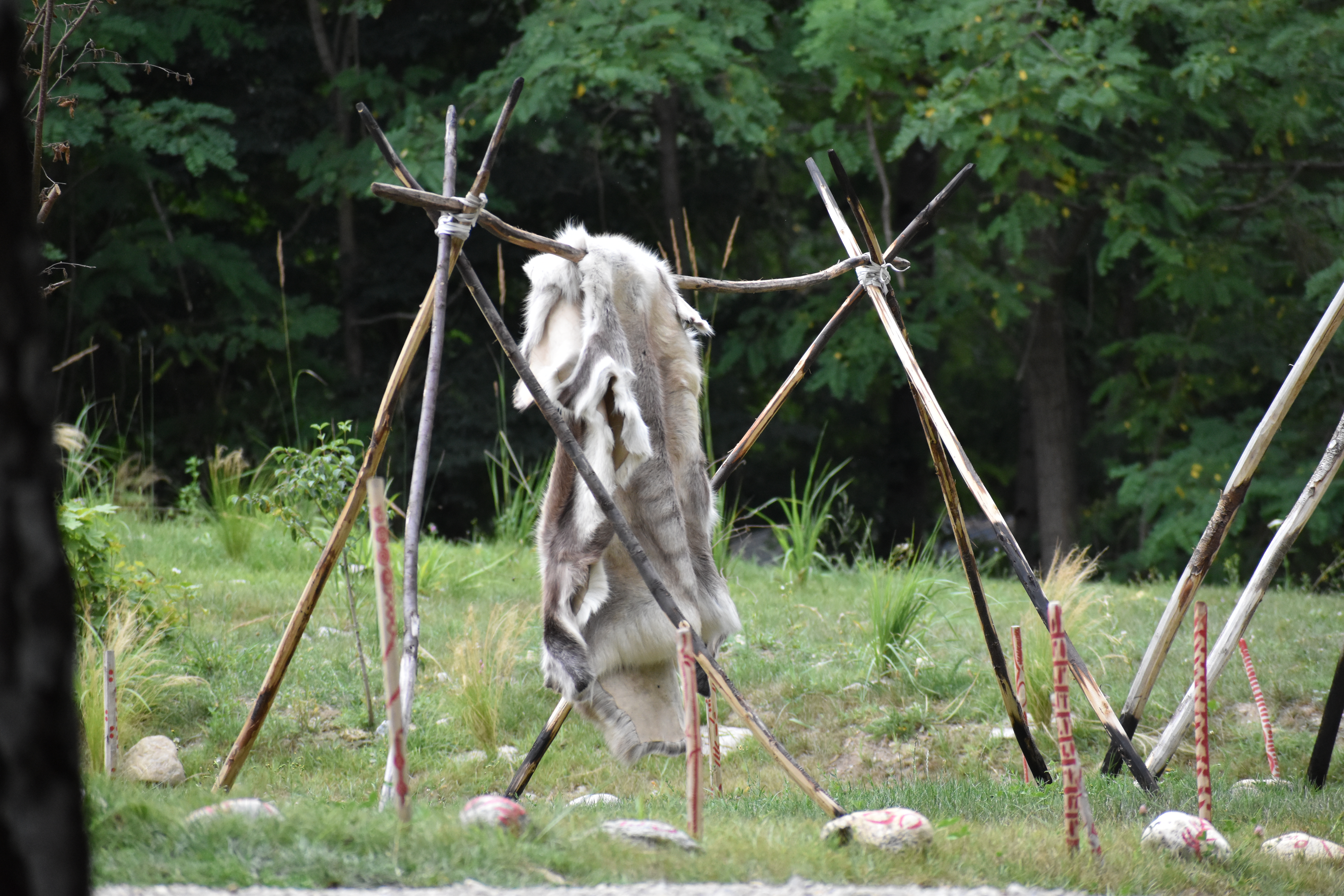